# El callejón de las almas perdidas (película de 1947)
El callejón de las almas perdidas (Nightmare Alley en inglés) es un drama estadounidense de 1947 dirigido por Edmund Goulding e interpretado en sus principales papeles por Tyrone Power, Joan Blondell y Coleen Gray. Se trata de la primera adaptación de la novela homónima, escrita por William Lindsay Gresham y publicada un año atrás. En el 2021, Guillermo del Toro estrenó una segunda adaptación.

## Intérpretes
- Tyrone Power como Stanton "Stan" Carlisle;
- Joan Blondell como Zeena;
- Coleen Gray como Molly;
- Helen Walker como Lilith Ritter;
- Taylor Holmes como Ezra Grindle;
- Mike Mazurki como Bruno;
- Ian Keith como Pete.

## Argumento
Stanton Carlisle es un joven que trabaja en un espectáculo de la feria ambulante. Colabora en el número de adivinación de Zeena, pero tras la muerte de Pete, el marido de Zeena, aprende el código en que se basa el truco. Tras seducir a Molly, una compañera del oficio, se dedica por su cuenta exhibiendo su número por los salones de la clase alta. Su objetivo será engañar a algún millonario para desplumarlo.

## Nueva versión
En 2021, Guillermo del Toro dirigió una nueva versión, escrita en colaboración con Kim Morgan,  que se estrenó el mismo año.